# Aristida exserta
Aristida exserta är en gräsart som beskrevs av Stanley Thatcher Blake. Aristida exserta ingår i släktet Aristida och familjen gräs.
Artens utbredningsområde är Queensland. Inga underarter finns listade i Catalogue of Life.